# ابن عبدالحق
ابواسحاق، ابراهیم بن علی دمشقی با لقب برهان‌الدین، شهرت‌یافته به ابن عبدالحق (۱۲۷۰–۱۳۴۴م) فقیه حنفی و محدث سوری بود. پدرش قاضیِ حُصن بود از این رو به ابنِ قاضی الحصن شهرت یافت. در سال ۷۲۸ق از دمشق به قاهره فراخوانده شد و ده سال (تا ۷۳۸ق)، قاضی حنفیان مصر بود. پس از عزل به دمشق برگشت. به تدریس و افتا پرداخت. نوازل الوقائع، المنتقی، مختصر السنن الکبیر للبیهقی از آثار اوست.